# Список Национальных героев Армении
В списке представлены лица, удостоенные высшего почётного звания Республики Армения — звания Национального героя Армении.
| №  | Имя                                     | Дата Указа             | Дата рождения | Место рождения                                                 | Дата смерти | Место смерти                                             | Обоснование | Прим.  |
| -- | --------------------------------------- | ---------------------- | ------------- | -------------------------------------------------------------- | ----------- | -------------------------------------------------------- | --- | ------ |
| 1  | Абрамян, Дживан Завенович               | 20.09.1996 (посмертно) | 06.07.1961    | Ереван, Армянская ССР                                          | 21.07.1991  | село Верин Шена, Шаумяновский район, Азербайджанская ССР | За исключительные заслуги общенационального значения в деле обороны Родины | [ 1 ]  |
| 2  | Азнавур, Шарль                          | 27.05.2004             | 22.05.1924    | Париж, Франция                                                 | 01.10.2018  | Мурьес, Франция                                          | За заслуги в деле представления Армении миру и исключительные заслуги перед страной, а также в честь 80-летия со дня рождения | [ 1 ]  |
| 3  | Айвазян, Витя Ворошевич                 | 20.09.1996 (посмертно) | 31.12.1955    | село Спандарян, Армянская ССР                                  | 29.08.1990  | Ереван, Армянская ССР                                    | За исключительные заслуги общенационального значения в деле обороны Родины | [ 1 ]  |
| 4  | Амбарцумян, Виктор Амазаспович          | 11.10.1994             | 18.09.1908    | Тифлис, Тифлисская губерния, Российская империя                | 12.08.1996  | Бюракан, Армения                                         | За создание научных ценностей мирового значения, исключительные заслуги в области организации науки, общественную деятельность на благо нации | [ 1 ]  |
| 5  | Андресян, Грач Амаякович                | 27.01.2021 (посмертно) | 29.01.1932    | Краснодар, РСФСР, СССР                                         | 09.11.1999  | Москва, Россия                                           | За исключительные заслуги в деле создания и становления Вооружённых Сил Республики Армения, защиты и обеспечения безопасности Родины | [ 2 ]  |
| 6  | Асатрян, Ваагн Феликсович               | 15.10.2020 (посмертно) | 14.01.1977    | Касах, Наирийский район, Армянская ССР, СССР                   | 12.10.2020  | Нагорный Карабах                                         | За исключительные заслуги в деле защиты и обеспечения безопасности Родины, самоотверженность и самоотверженность, проявленные в ходе боевых действий | [ 3 ]  |
| 7  | Вазген I                                | 28.07.1994             | 20.09.1908    | Бухарест, Румыния                                              | 18.08.1994  | Эчмиадзин, Армения                                       | За исключительные заслуги в деле сохранения и умножения национальных и духовных ценностей | [ 1 ]  |
| 8  | Горгисян, Мовсес Геворкович             | 20.09.1996 (посмертно) | 03.12.1961    | Ереван, Армянская ССР                                          | 19.01.1990  | село Ерасхаван, Армянская ССР                            | За исключительные заслуги общенационального значения в деле обороны Родины | [ 1 ]  |
| 9  | Далибалтаян, Гурген Арутюнович          | 27.01.2021 (посмертно) | 05.06.1926    | село Большой Арагял, Ниноцминдский район, Грузинская ССР, СССР | 01.09.2015  | Ереван, Армения                                          | За исключительные заслуги в деле создания и становления Вооружённых Сил Республики Армения, защиты и обеспечения безопасности Родины | [ 4 ]  |
| 10 | Демирчян, Карен Серобович               | 27.12.1999 (посмертно) | 17.04.1932    | Эривань, Армянская ССР                                         | 27.10.1999  | Ереван, Армения                                          | За исключительные заслуги перед Родиной. | [ 1 ]  |
| 11 | Измирлян, Тигран Саркисович             | 02.02.2024             |               |                                                                |             |                                                          | За исключительные заслуги национального значения и патриотическую деятельность, направленную на развитие и процветание Армении | [ 5 ]  |
| 12 | Казарян, Татул Лаврентьевич             | 27.01.2021 (посмертно) | 1978          | Севкар, Иджеванский район, Армянская ССР, СССР                 | 19.10.2020  | Нагорный Карабах                                         | За исключительные заслуги в деле защиты и обеспечения безопасности Родины, самоотверженность и отвагу, проявленные в ходе боевых действий | [ 6 ]  |
| 13 | Керкорян, Кирк                          | 27.05.2004             | 06.06.1917    | Фресно, штат Калифорния, США                                   | 16.06.2015  | Лос-Анджелес, Калифорния                                 | За исключительные заслуги общенационального характера, деятельность, направленную на обустройство и процветание Армении | [ 1 ]  |
| 14 | Крпеян, Татул Жоржикович                | 20.09.1996 (посмертно) | 21.04.1965    | село Арег, Армянская ССР                                       | 30.04.1991  | село Чайкенд, Шаумяновский район, Азербайджанская ССР    | За исключительные заслуги общенационального значения в деле обороны Родины | [ 1 ]  |
| 15 | Манукян, Алекс                          | 14.10.1994             | 28.06.1901    | Смирна, Османская империя                                      | 10.07.1996  | Детройт, штат Мичиган, США                               | За исключительные заслуги общенационального значения, многолетнюю и плодотворную деятельность на благо нации | [ 1 ]  |
| 16 | Мелконян, Монте                         | 20.09.1996 (посмертно) | 25.11.1957    | Варселия, штат Калифорния, США                                 | 12.06.1993  | село Марзили                                             | За исключительные заслуги общенационального значения в деле обороны Родины | [ 1 ]  |
| 17 | Микаелян, Гехазник Арменакович          | 20.09.1996 (посмертно) | 16.11.1951    | село Лернарот, Армянская ССР                                   | 29.08.1990  | Ереван, Армянская ССР                                    | За исключительные заслуги общенационального значения в деле обороны Родины | [ 1 ]  |
| 18 | Овакимян, Грайр Саакович                | 27.08.2020             | 13.05.1953    | Алеппо, Сирия                                                  |             |                                                          | за исключительные заслуги перед Республикой Армения в деле развития здравоохранения, создание инновационного медицинского центра, осуществляющего сложные операции на сердце, а также подготовку многочисленных новых специалистов, спасение многих человеческих жизней и многолетнюю самоотверженную работу | [ 7 ]  |
| 19 | Пилоян, Андраник Суренович              | 22.10.2020             | 1962          | Масис, Армянская ССР, СССР                                     |             |                                                          | За исключительные заслуги в деле защиты и обеспечения безопасности Родины, самоотверженность и отвагу, проявленные в ходе боевых действий | [ 8 ]  |
| 20 | Погосян, Гарегин Самвелович             | 22.10.2020             |               |                                                                |             |                                                          | За исключительные заслуги в деле защиты и обеспечения безопасности Родины, самоотверженность и отвагу, проявленные в ходе боевых действий | [ 9 ]  |
| 21 | Погосян, Юра Вагаршакович               | 20.09.1996 (посмертно) | 08.04.1961    | Котово, Волгоградская область                                  | 12.06.1992  | фронтовая линия Аскеран — Нахичеваник                    | За исключительные заслуги общенационального значения в деле обороны Родины | [ 1 ]  |
| 22 | Рыжков, Николай Иванович                | 06.12.2008             | 28.09.1929    | село Дылеевка, УССР                                            | 28.02.2024  | Москва, Россия                                           | За весомый личный вклад в организацию восстановительных работ после разрушительного землетрясения 1988 года, исключительную моральную поддержку, оказанную Армении в трудные для неё минуты | [ 10 ] |
| 23 | Санамян, Рубен Размикович               | 21.08.2020             | 22.09.1976    | Дилижан, Армянская ССР                                         |             |                                                          | "Капитан Санамян как офицер и командир, проявил исключительные храбрость, самоотверженность и смелость в деле защиты родины и обеспечения безопасности" | [ 11 ] |
| 24 | Саркисян, Вазген Завенович              | 27.12.1999 (посмертно) | 05.03.1959    | Арарат, Армянская ССР                                          | 27.10.1999  | Ереван, Армения                                          | За исключительные заслуги в деле государственного строительства и защиты Родины | [ 1 ]  |
| 25 | Тадевосян, Артуш Оганесович (Коммандос) | 05.05.2021 (посмертно) | 22.05.1939    | Тбилиси, Грузинская ССР, СССР                                  | 31.03.2021  | Ереван, Армения                                          | За исключительные заслуги в деле создания и становления Вооружённых Сил Республики Армения, защиты и обеспечения безопасности Родины | [ 12 ] |
| 26 | Хачатрян, Тиран Вазгенович              | 22.10.2020             | 20.07.1971    | Прошян, Армянская ССР, СССР                                    |             |                                                          | За исключительные заслуги в деле защиты и обеспечения безопасности Родины, самоотверженность и отвагу, проявленные в ходе боевых действий | [ 13 ] |
| 27 | Чекиджян, Оганес Арутюнович             | 30.12.2017             | 23.12.1928    | Константинополь, Турция                                        |             |                                                          | За безграничную преданность в патриотическом деле представления Армении в мире, большой личный вклад в сферу культуры, а также исключительные заслуги перед армянским народом | [ 14 ] |
| 28 | Эрнекян, Эдуардо                        | 21.09.2017             | 04.12.1932    | Буэнос-Айрес, Аргентина                                        |             |                                                          | За исключительные заслуги общенационального значения, патриотическую деятельность, направленную на развитие и процветание Армении | [ 15 ] |